# Арні (буйвіл)
А́рні, велетенський буйвіл (лат. Bubalus bubalis) — найбільший дикий представник роду буйволів.
Тіло без хвоста завдовжки 3,1 м, в холці заввишки 2,1 м, вага до 0,5 т, розмах рогів до 2 м, забарвлення тіла чорно-буре.
Живе арні в болотистих лісах Індії, Бірми, Індокитаю, Цейлону, але зустрічається зрідка внаслідок переслідування.
Арні одомашнений. Свійська форма арні відома під назвою індійського буйвола; розводиться в Південній Азії, Африці, Південній Європі; в колишньому СРСР — в Закавказзі.